# Rudolf Růžička (typograf)
Rudolf Růžička (29. června 1883 Kouřim – 1978 New York) byl český tvůrce písma, typograf, knižní grafik, ilustrátor a malíř.

## Život
Od svých deseti let žil v USA, kde se vyučil rytcem. Byl významným rytcem dřeva a kovu, úspěšným umělcem a grafickým úpravcem. Více než čtyřicet let pracoval jako konzultant ve společnosti Linotype.

## Dílo

Růžičkovo písmo Fairfield

Od roku 1909 udržoval kontakty s českými umělci Vojtěchem Preissigem a Milošem Jiránkem. Mezi jeho realizace patří písmo Fairfield (1940, vydala písmolijna Linotype, USA), specifické třemi odlišnými italikami. V roce 1943 vydal knihu Thomas Bewick, Engraver, pro jejíž sazbu bylo použito právě tohoto písma. Spolupracoval na mnoha uznávaných knižních úpravách, např. cyklu dřevorytů Newark (1917) či cestopisu Washingtona Irvinga pro nakladatelství Grolier Club (1921). Jeho dílo je zastoupeno především v zahraničních sbírkách (Art Institute of Chicago, The Carnegie Institute, Library of Congress, The Brooklyn Institute of Arts and Sciences, The Metropolitan Museum of Art, New York aj.).